# 傑基·葛里森
約翰·赫伯特·「傑基」·葛里森（英語：John Herbert "Jackie" Gleason，1916年2月26日—1987年6月24日），美國喜劇演員、編劇和音樂家，他時常演出有著傲慢性格與口條的喜劇角色。較著名的電影角色如《江湖浪子》（1961年）中所飾演的明尼蘇達胖子，以及在《追追追》（1977年）、《上天下地大追擊》（1980年）和《窮追不捨》（1983年）中飾演的布佛·T·賈斯提斯警長一角。葛里森曾擁有一次奧斯卡金像獎提名、四次金球獎提名與四次艾美獎提名。
1987年6月24日，葛里森因大腸癌而在佛羅里達州的家中去世，享壽71歲。

## 外部連結
- 傑基·葛里森在互联网电影资料库（IMDb）上的資料（英文）
- 互聯網百老匯資料庫（IBDB）上傑基·葛里森的資料（英文）
- Jackie Gleason Discography （页面存档备份，存于） at Space Age Pop Music
- Honeymooners at The Fifties Web
- Cavalcade of Stars 1950 episode at Internet Archive